# Reblino (przystanek kolejowy)
Reblino – przystanek osobowy w Reblinie, w województwie pomorskim, w Polsce, na linii kolejowej nr 202 łączącej stację Gdańsk Główny ze Stargardem.

## Ruch pasażerski
| Rok  | Wymiana pasażerska na dobę |
| ---- | -------------------------- |
| 2017 | 20-49                      |
| 2022 | 20-49                      |